# Zespół Lyncha
Zespół Lyncha (dziedziczny rak jelita grubego niezwiązany z polipowatością, ang. hereditary non-polyposis colorectal cancer, HNPCC, zespół dziedzicznego niedoboru naprawy źle sparowanych zasad, ang. hereditary mismatch repair deficiency syndrome, HMRDS) – zespół dziedzicznej predyspozycji do nowotworów.
Zespół Lyncha jest chorobą autosomalną dominującą.

## Historia
Początki historii wiedzy o chorobie znanej obecnie jako HNPCC datują się na koniec XIX wieku, kiedy krawcowa patologa z University of Michigan School of Medicine Aldreda S. Warthina wyznała mu że umrze z powodu raka jelita grubego, żołądka albo narządów kobiecych, ponieważ w jej rodzinie te choroby były nadzwyczaj częste. Warthin uważnie wysłuchał wywiadu rodzinnego kobiety i w 1913 roku opisał tę rodzinę wraz z kilkoma innymi, w których predyspozycja do nowotworów była szczególnie duża. Krawcowa Warthina faktycznie zmarła w młodym wieku z powodu przerzutującego raka endometrium. Warthin badał jej rodzinę (znaną odtąd w piśmiennictwie jako „rodzina G.”) i w 1925 roku uaktualnił swoje obserwacje w kolejnej pracy.
Lynch i wsp. w 1966 roku opisali historię naturalną dwóch dużych rodzin (N. i M.) ze Środkowego Zachodu USA. Klinicznie rodziny te przypominały opisaną przez Warthina rodzinę G. Dr A. James Frencz, następca Warthina na stanowisku przewodniczącego wydziału patologii University of Michigan, dowiedział się o pracy Lyncha i przypomniał zapomniane prace Warthina. Lynch odwiedził wówczas Francję by zbadać cały dorobek naukowy Warthina: próbki preparatów patologicznych, dokumentację pacjentów i prace, dokumentowane przez Warthina przez ponad 30 lat. Rodzinę G. ponownie zbadano i opublikowano wyniki. Nazwa zespół Lyncha funkcjonuje od lat 80.; wcześniej schorzenie było nazywane „zespołem raka rodzinnego” (cancer family syndrome, CFR). W 2000 roku u rodziny G. stwierdzono dziedziczoną przez pokolenia mutację w genie MSH2.

## Epidemiologia
HNPCC stanowi około 1-3% wszystkich raków jelita grubego. Średni wiek wystąpienia nowotworu złośliwego jelita grubego wynosi około 44 lata. Zespół wiąże się z 80% ryzykiem zachorowania na raka jelita grubego. Występuje w od 1:2000 do 1:370 przypadkach.

## Etiopatogeneza
Zespół HNPCC spowodowany jest mutacją jednego z sześciu genów odpowiedzialnych za naprawę DNA:
- hMSH2 (human mutS homolog 2) w locus 2p21-22
- hMLH1 (human mutL homolog 1) w locus 3p21.3-23
- hPMS1 (human postmeiotic segregation 1) w locus 2q31-33
- hPMS2 (human postmeiotic segregation 2) w locus 7p22,
- hMSH6 w locus  2p16
- hMSH3 w locus  5q11.2-q13.2.

Najczęściej stwierdza się mutacje genów hMSH2 i hMLH1. Dziedziczenie zespołu jest autosomalne dominujące. W przeważającej części (około 70% przypadków) rak występuje w prawej połowie okrężnicy. Cechuje go niski stopień zróżnicowania, częste występowanie nacieków limfocytarnych w badaniu histopatologicznym, szybki wzrost miejscowy i niewielka tendencja do tworzenia przerzutów odległych. Pomimo niewrażliwości na chemioterapię lepiej rokuje. W zespole Lyncha jest większa proporcja guzów produkujących śluz. Występują też częściej niż w populacji ogólnej symetryczne gruczolaki. W przypadku nowotworów jajnika wywołanych zespołem Lyncha najczęściej dochodzi do zmian nowotworowych w obrębie nabłonka, ale zdarzają się także np. w obrębie tkanki łącznej budującej jajnik, czy innych tkanek tam obecnych.

## Podział
1. Zespół Lyncha I – rak dotyczy tylko jelita grubego.
2. Zespół Lyncha II – z rakiem jelita grubego współistnieją nowotwory złośliwe trzonu macicy, jajnika, żołądka, jelita cienkiego, nerek, moczowodu, a rzadziej skóry, dróg żółciowych i guzy centralnego układu nerwowego[13][14][15][16].

Ryzyko zachorowania na raka jelita grubego wynosi około 80%, raka trzonu macicy około 60%, żołądka około 13% i jajnika około 12%.
Współistnienie zespołu Lyncha z guzami gruczołów łojowych określa się jako zespół Muira-Torre’a.

## Rozpoznanie

### Kryteria amsterdamskie II
1. Trzech lub więcej krewnych z histologicznie potwierdzonym rakiem jelita grubego (lub innym nowotworem wchodzącym w zakres zespołu Lyncha), w tym jeden krewny pierwszego stopnia w stosunku do pozostałych.
2. Rak jelita grubego (lub inny nowotwór z zakresu zespołu Lyncha) występujący co najmniej w dwóch pokoleniach.
3. Jeden lub więcej przypadków raka jelita grubego (lub innego nowotworu wchodzącego w zakres zespołu Lyncha) w rodzinie, rozpoznanych przed 50. rokiem życia.

Aby rozpoznać zespół Lyncha muszą być spełnione wszystkie trzy kryteria. Należy wykluczyć wcześniej zespół polipowatości rodzinnej, a zachorowania na raka jelita grubego i inne nowotwory wchodzące w skład zespołu Lyncha muszą być potwierdzone badaniem histopatologicznym.

### Badanie niestabilności mikrosatelitarnej
Ze względu na zawodność kryteriów amsterdamskich stosuje się przesiewowe badanie pod kątem występowania niestabilności mikrosatelitarnego DNA w tkance guza według wytycznych Bethesda. Alternatywnie, badanie ekspresji MLH1, MSH2 i MSH6 metodami immunohistochemicznymi.

### Wytyczne Bethesda
1. Rodziny spełniające kryteria amsterdamskie I;
2. Chorzy, u których rozpoznano 2 zachorowania ze spektrum zespołu Lyncha, z uwzględnieniem synchronicznych i metachronicznych zachorowań na raka jelita grubego i na inne nowotwory o lokalizacji pozajelitowej;
3. Chorzy na raka jelita grubego z jednym krewnym pierwszego stopnia, który zachorował na ten sam nowotwór lub inny ze spektrum HNPCC przed 45. rokiem życia lub u którego rozpoznano gruczolaka w jelicie grubym przed 45. rokiem życia;
4. Chorzy, u których raka jelita grubego lub raka trzonu macicy rozpoznano przed 45. rokiem życia;
5. Chorzy z rakiem części wstępującej jelita grubego lub odbytnicy rozpoznanym przed 45. rokiem życia, w badaniu histologicznym nowotwór niezróżnicowany lub typu carcinoma solidum albo carcinoma cribriforme;
6. Chorzy na raka jelita grubego poniżej 45. roku życia, w badaniu histologicznym komórki sygnetowate;
7. Chorzy, u których gruczolaki jelita grubego stwierdzono przed 40. rokiem życia.

## Leczenie
Osoby spokrewnione z chorymi wymagają badań genetycznych i kolonoskopowych co 2-3 lata, zaczynając w 25. roku życia lub w wieku przynajmniej o 5 lat młodszym niż najwcześniejszy przypadek raka jelita grubego w rodzinie. U kobiet dodatkowo obowiązuje ocena ginekologiczna z ultrasonografią narządu rodnego i ewentualną biopsją błony śluzowej macicy.